# Chancellor Miller
Aaron Chancellor Miller (Lexington, Kentucky; 11 de mayo de 1993) es un actor estadounidense, más conocido por su papel del investigador Jupiter Jones en las películas Los tres investigadores en el secreto de la isla del esqueleto (2007) y Los tres investigadores en el secreto del castillo del terror (2009).

## Primeros años
Miller nació en Lexington, Kentucky, como el menor de cuatro hermanos. Se crio con su hermano mayor y con su madre en Maysville. Cuando era un niño, Miller amaba el baile, por lo que participó en varios concursos en Los Ángeles en 2003. Esto llevó a su familia a mudarse a Valencia, California.

## Carrera
Empezó a aparecer en comerciales de televisión, y luego se convirtió en uno de los nueve miembros del grupo de baile JammX  realizando una gira por Radio Disney en los EE. UU.. En 2006, fue elegido para su primera película Los tres investigadores en el secreto de la isla del esqueleto en el papel principal de Jupiter Jones, pasando más de tres meses en Sudáfrica para el rodaje. La película no fue un éxito de taquilla. 
La segunda película Los tres investigadores en el secreto del castillo del terror comenzó en noviembre de 2007 en Ciudad del Cabo, Sudáfrica.

## Filmografía

### Películas
| Año  | Título                                                         | Papel             | Notas                |
| ---- | -------------------------------------------------------------- | ----------------- | -------------------- |
| 2005 | Untitled Susie Essman Project                                  | Bailarín          | Personaje Menor      |
| 2006 | The Second JammX Kids All Star Dance Special                   | Niño JammX        | Personaje Secundario |
| 2006 | The Brandon T. Jackson Show                                    | Timmy             | Personaje Secundario |
| 2007 | Los tres investigadores en el secreto de la isla del esqueleto | Jupiter Jones     | Personaje Principal  |
| 2009 | The Queen of Screams                                           | Jason Abercrombie | Personaje Secundario |
| 2009 | Los tres investigadores en el secreto del castillo del terror  | Jupiter Jones     | Personaje Principal  |

### Series
| Año       | Título                     | Papel         | Notas       |
| --------- | -------------------------- | ------------- | ----------- |
| 2004      | The John Henson Project    | Tommy LaSorta | 1 Episodio  |
| 2004      | ER Emergencias             | Brett         | 1 Episodio  |
| 2004      | Las Vegas                  | Brent Kern    | 1 Episodio  |
| 2005      | That's So Raven            | Jerry         | 1 Episodio  |
| 2005      | The Bernie Mac Show        | Norman        | 1 Episodio  |
| 2005      | Monk                       | Hippie        | 1 Episodio  |
| 2006      | Malcolm el de en medio     | Jordan        | 1 Episodio  |
| 2007      | Crossing Jordan            | Tyler         | 1 Episodio  |
| 2007      | Ugly Betty                 | Derek         | 1 Episodio  |
| 2008-2009 | Todo el mundo odia a Chris | Classmate     | 3 Episodios |
| 2009      | La amenaza de Casandra     | Trent         | 2 Episodios |